# Zulma
Zulma est une maison d'édition qui se voue principalement à la littérature contemporaine, française et internationale. Elle a été fondée en 1991 par Laure Leroy et Serge Safran.
C'est un poème de Tristan Corbière, « À la mémoire de Zulma », qui a donné à Zulma son nom. L'œuvre de Corbière a aussi présidé à la naissance des premières collections de cet éditeur, dont les noms étaient empruntés à divers poèmes des Amours jaunes.
Depuis 2016, les éditions Zulma éditent la « revue annuelle de littérature et réflexion » Apulée, dirigée par Hubert Haddad, qui s'attache d'abord à défendre l'idée de liberté.
Les éditions Zulma sont situées 32, rue Myrha, dans le 18e arrondissement de Paris,.

## Domaines
- Littérature africaine
  - Anglophone : Adrian Igoni Barrett, Nii Ayikwei Parkes, Snapshots (recueil de nouvelles)
  - Arabophone : Abdelaziz Baraka Sakin
- Littérature catalane : Miquel de Palol
- Littérature chinoise : Eileen Chang, Guo Songfen
- Littérature coréenne : Eun Hee-kyung, Han Kang, Hwang Sok-yong, Hwang Sun-won, Kim Yu-jong, Lee Seung-u, Yi Sang, Le Chant de la fidèle Chunhyang (pansori), Histoire de Byon Gangsoé (pansori), Cocktail Sugar (recueil de nouvelles)
- Littérature d'Europe de l'Est et d'Europe centrale : Gert Ledig (Allemagne), Stefan Heym (Allemagne), Ferenc Karinthy (Hongrie), Ytshak Katzenelson (Pologne), Leo Perutz (Autriche), Răzvan Rădulescu (Roumanie)
- Littérature de langue française : Jean-Marie Blas de Roblès, Pascal Garnier, Hubert Haddad, Marcus Malte, Serge Pey, Alina Reyes, Abdourahman Waberi, etc.
  - Haïti : Jacques Stephen Alexis, Dominique Batraville, René Depestre, Dany Laferrière, James Noël, Makenzy Orcel, Jacques Roumain, Marie Vieux-Chauvet
- Littérature indienne : Ambai, Anjana Appachana, Vaikom Muhammad Basheer, R. K. Narayan, Rabindranath Tagore, Vâtsyâyana et Kalyanamalla (en)
- Littérature indonésienne : Pramoedya Ananta Toer
- Littérature israélienne : Benny Barbash
- Littérature jamaïcaine : Kei Miller
- Littérature nordique : Bergsveinn Birgisson (Islande), Soffía Bjarnadóttir (Islande), Guðrún Eva Mínervudóttir (Islande), Andri Snær Magnason (Islande), Gunnar Gunnarsson (Islande), Auður Ava Ólafsdóttir (Islande), August Strindberg (Suède)
- Littérature persane : Zoyâ Pirzâd, Fariba Vafi
- Littérature latino-américaine : Vanessa Barbara (Brésil), Eduardo Antonio Parra (Mexique), Ricardo Piglia (Argentine), Mayra Santos-Febres (Porto Rico), Enrique Serpa (en) (Cuba), David Toscana (Mexique)

## Prix littéraires
- Benny Barbash
  - My First Sony : Prix grand public du Salon du livre 2008
- Jean-Marie Blas de Roblès
  - Là où les tigres sont chez eux : Prix Médicis 2008, prix du roman Fnac 2008, prix du jury Jean-Giono 2008
- René Depestre
  - Grand Prix SGDL de Littérature 2016 pour l’ensemble de son œuvre
- Hubert Haddad
  - Palestine : Prix Renaudot Poche 2009 ; Prix des cinq continents de la Francophonie
  - Grand Prix SGDL de Littérature 2016 pour l’ensemble de son œuvre
  - Le Peintre d'éventail : Prix Louis-Guilloux ; Prix Michel-Tournier ; Prix des littératures Océans France Ô 2014
- Stéphane Héaume
  - Le Clos Lothar : Prix du jury Jean-Giono 2002
- Andri Snær Magnason
  - LoveStar : Grand Prix de l'Imaginaire 2016
- Marcus Malte
  - Garden of Love : Grand Prix des lectrices de ELLE - catégorie roman policier
  - Le Garçon : prix Femina
- Daniel Morvan
  - Lucia Antonia, funambule : Prix Charles-Oulmont 2014
- Auður Ava Ólafsdóttir
  - Rosa candida : prix Page des libraires 2010 - Sélection européenne ; Prix des libraires du Québec
  - L'Exception : Prix littéraire des jeunes Européens 2016
  - Miss Islande : prix Médicis étranger 2019
- Makenzy Orcel
  - Les Immortelles : Grand prix Thyde-Monnier de la Société des Gens de Lettres
  - L'Ombre animale : Prix Littérature-monde ; Prix Louis-Guilloux ; Prix Étiophile ; Prix littéraire des Caraïbes de l'ADELF
- Nii Ayikwei Parkes
  - Notre quelque part : prix Laure-Bataillon ; Prix Baudelaire de la Traduction
- Zoyâ Pirzâd
  - Le Goût âpre des kakis : Prix Courrier International du meilleur livre étranger 2009
- Razvan Radulescu
  - Théodose le Petit : Prix de littérature de l'Union européenne
- Shun Medoruma
  - L'âme de Kôtarô contemplait la mer : Prix Zoom Japon
- Ingrid Thobois
  - Sollicciano : Grand prix Thyde-Monnier de la Société des gens de lettres
- Abdourahman Waberi
  - La Divine Chanson : Prix Louis-Guilloux
- Benjamin Wood
  - Le Complexe d'Eden Bellwether : Prix du roman Fnac 2014 ; Prix Baudelaire de la traduction